# Gaston Bélier
Gaston Bélier (né le 3 avril 1863 à Méry-sur-Oise et mort à Pontoise le 8 mars 1938) est un organiste et compositeur français.

## Notes biographiques

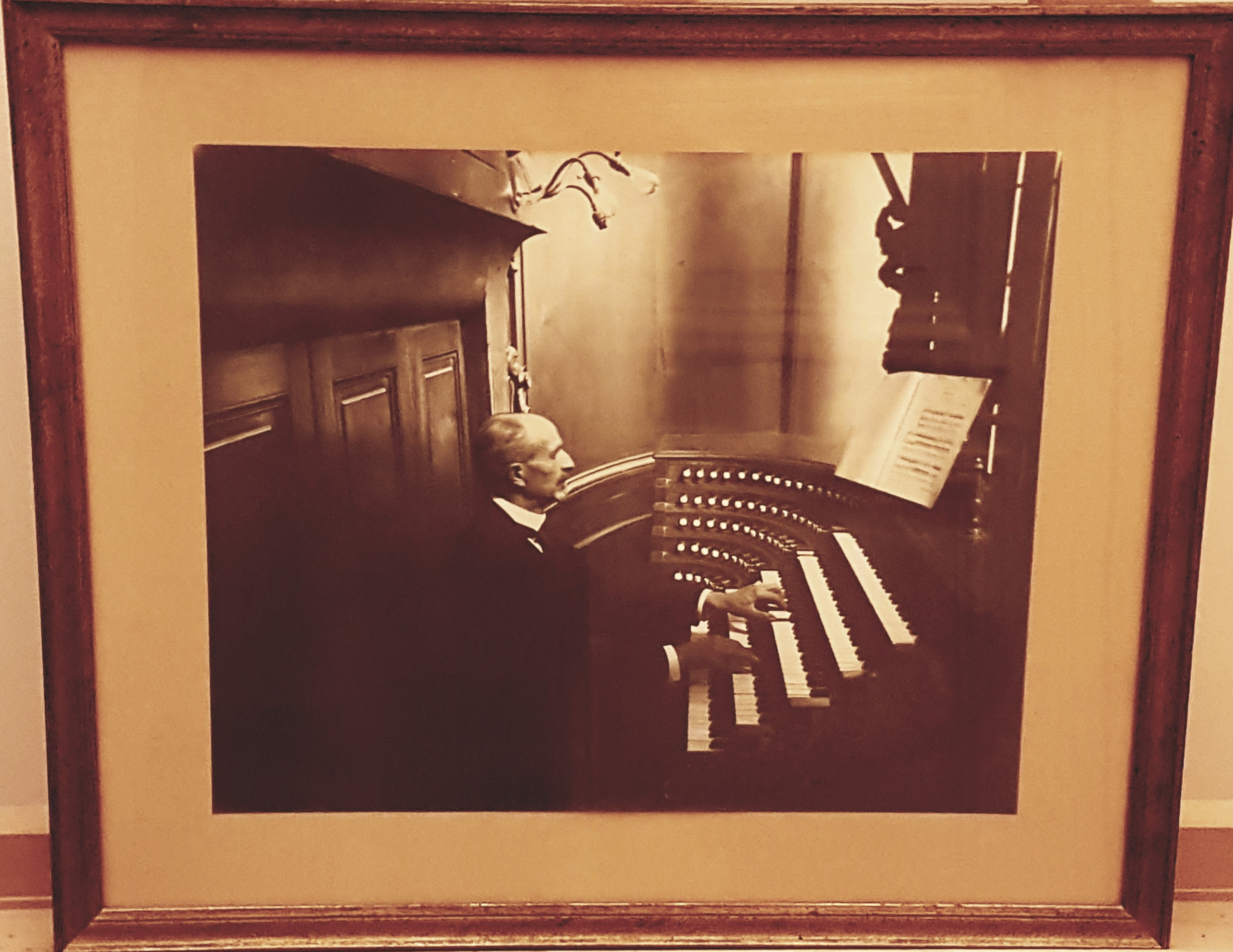
Photo familiale de Gaston BELIER à l'orgue
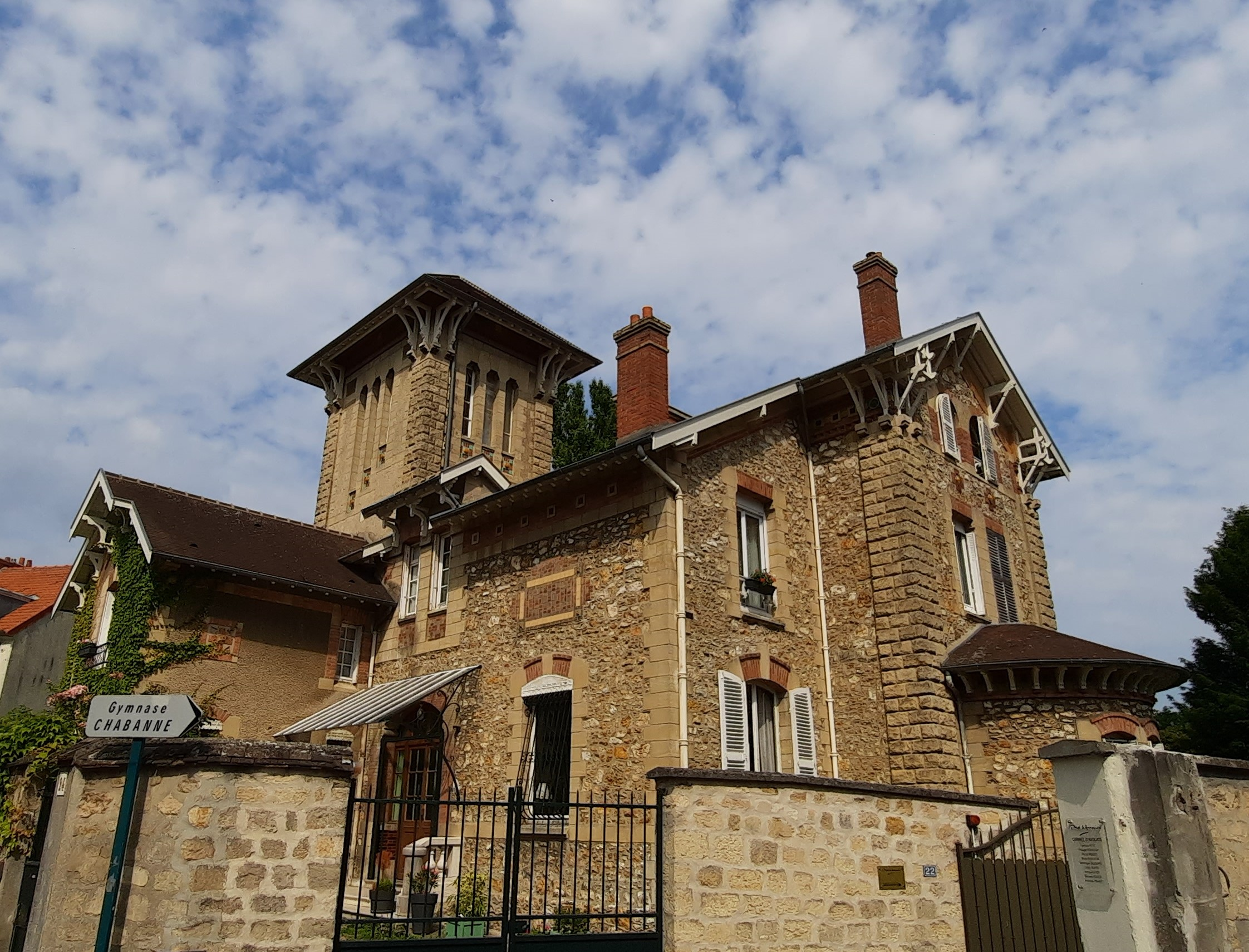
maison de Gaston Bélier à Pontoise
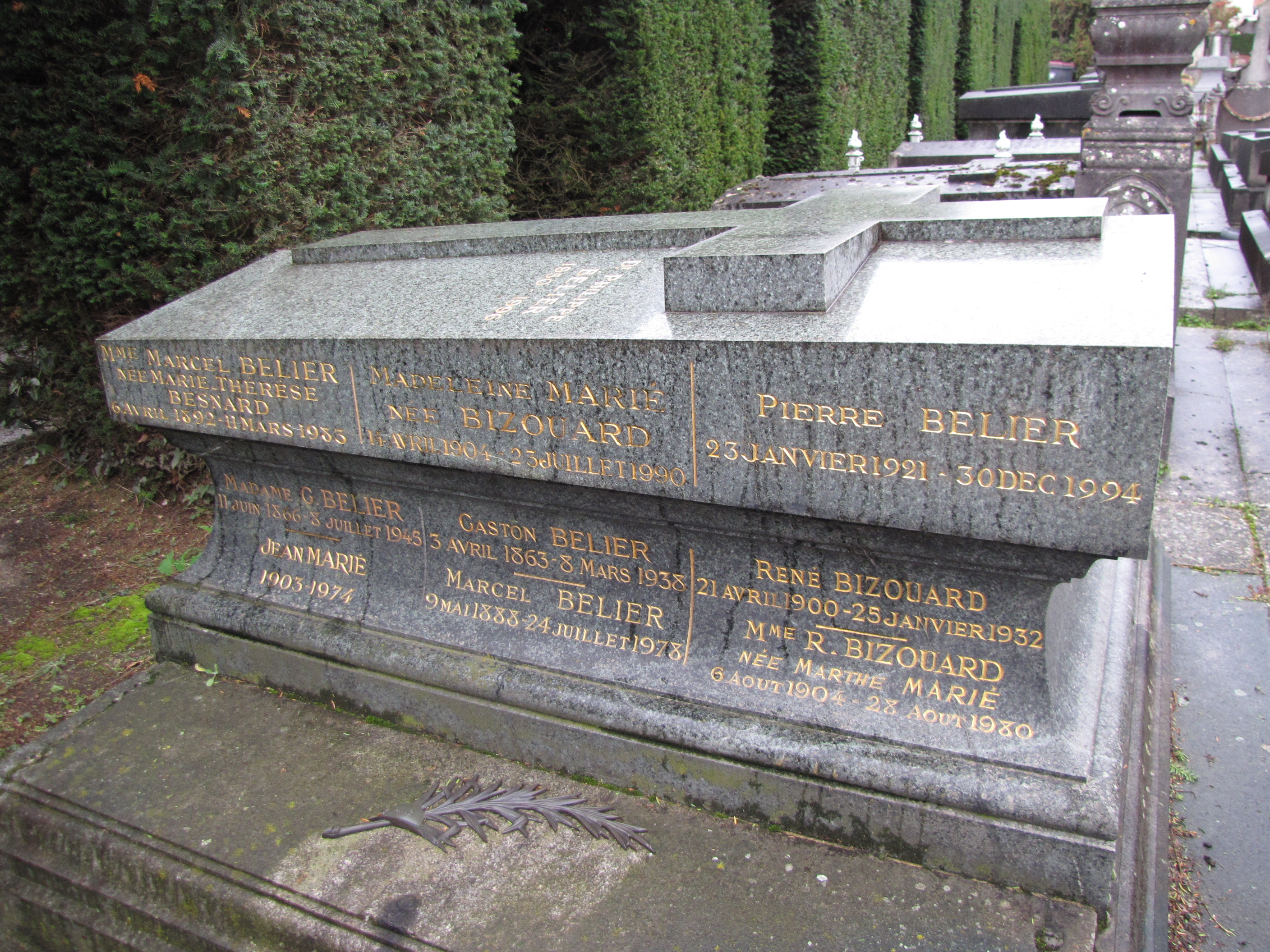
Tombe de Gaston Bélier
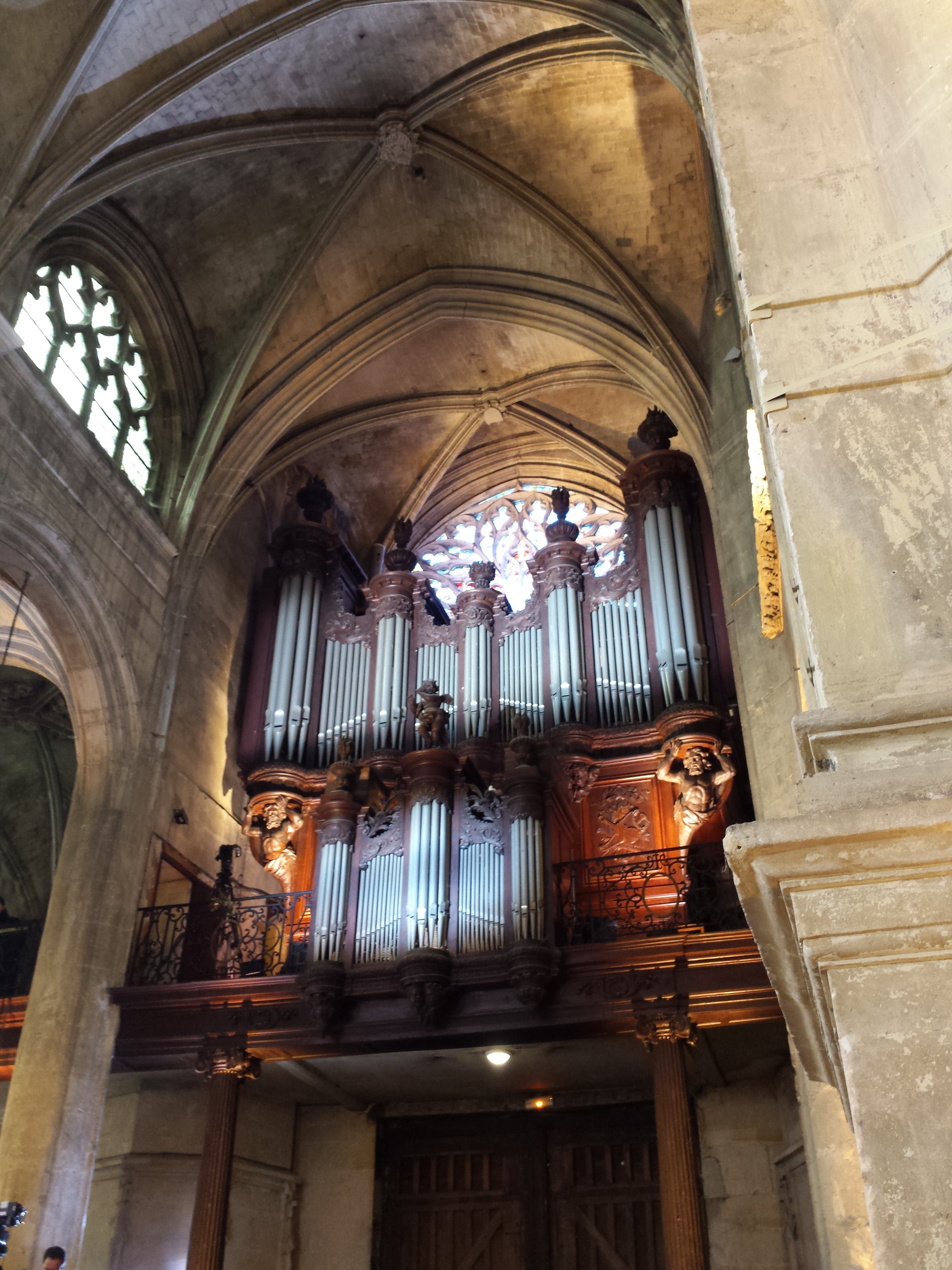
Le Grand-Orgue de la Cathédrale Saint-Maclou de Pontoise

## Compositions

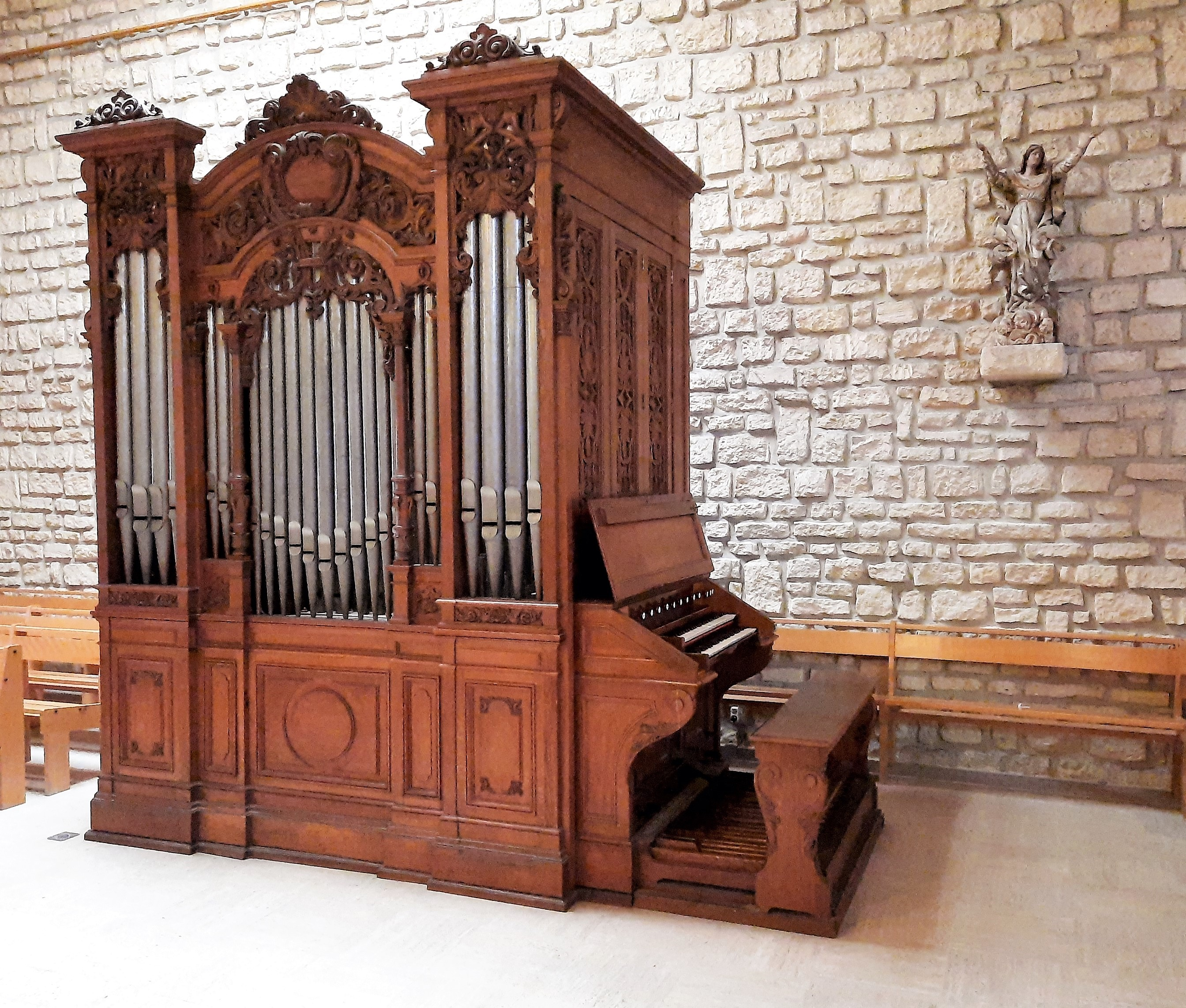
L'ancien orgue personnel de Gaston Bélier